# Flis (priimek)
Flis je priimek v Sloveniji, ki ga je po podatkih Statističnega urada Republike Slovenije na dan 1. januarja 2010 uporabljalo 528 oseb in je med vsemi priimki po pogostosti uporabe uvrščen na 556. mesto.

## Znani nosilci priimka
- Anica Flis Mihorko, odbojkarica
- Darko Flis, karateist
- Davorin Flis (*1959), nemcist, prevajalec
- Drago Flis-Strela (1921—2019), partizan, narodni heroj
- Irma Flis (1925—2005), igralka, pisateljica, prevajalka in publicistka
- Ivica Flis Smaka, zdravnica
- Janez Flis (1841—1919), duhovnik - prelat, škofijski generalni vikar in umetnostni zgodovinar
- Jelka Flis (*1959), slikarka
- Jože Flis (1918—1990), izseljenski duhovnik - Francija
- Leonora Flis (*1974), prevajalka, literarna in filmska kritičarka
- Matej Flis, alpinist, himalajist
- Slavko Flis (1922—2002), pravnik, zavarovalničar
- Vojko Flis (*1955), zdravnik kirurg, menedžer v zdravstvu